# O Gordo
José Carlos Gregório, mais conhecido como O Gordo (Rio de Janeiro, 23 de agosto de 1949 – Niterói, 16 de agosto de 2001), foi um criminoso brasileiro, mais conhecido pela Polícia Civil do Rio de Janeiro entre as décadas de 70 e 80. Foi preso por diversas vezes por vários crimes e condenado a 78 anos de prisão.
Foi um dos fundadores do Comando Vermelho (CV) em 1979 junto com outros criminosos como José Carlos dos Reis Encina, o Escadinha, Rogério Lemgruber e Paulo Roberto de Moura Lima, o Meio-Quilo. O Comando Vermelho surgiu a partir do convívio com presos políticos no presídio de Ilha Grande (litoral sul fluminense), financiando atividades criminosas graças ao dinheiro obtido com o tráfico de drogas.
Em 31 de dezembro de 1985 foi o mentor da fuga de Escadinha do presídio da Ilha Grande, utilizando um helicóptero alugado, mas foi logo preso.
Preso no final dos anos 80, Gordo foi condenado a 78 anos de prisão por assalto a banco, sequestro e roubo, e passou por diversos presídios. Preso de bom comportamento, em 1995 foi beneficiado com o regime semiaberto, deixou o complexo penitenciário de Bangu 1 (zona oeste) e foi para o Instituto Penal Edgard Costa, em Niterói. Na prisão, tornou-se evangélico e passou a participar de cultos (seguindo a mesma trajetória de Escadinha).
Em última entrevista, ao jornal Folha de S.Paulo, em fevereiro de 2001, Gordo declarou que estava no "Comando de Jesus". Gordo chegou a ser convidado para trabalhar como assessor parlamentar no gabinete do vereador de São Gonçalo César Graça e Paz (PSDB). Trabalhava como porteiro da Fundação Bênção do Senhor, no centro de Niterói.
Na noite do dia 16 de agosto de 2001, Gordo foi encontrado morto dentro do próprio carro com 8 tiros de pistola, na favela Coronel Leôncio, no bairro da Engenhoca, em Niterói (a 14 km do Rio de Janeiro). A Polícia Civil do Rio suspeita que o assassinato tenha relação com "queima de arquivo" ou guerra entre facções criminosas do Rio. A família de Gregório, que cumpria pena em regime semiaberto, afirma que ele havia abandonado o tráfico de drogas. Segundo testemunhas, ele foi morto a tiros por dois homens armados com rostos escondidos. Gordo foi enterrado à tarde do dia 17 de agosto no cemitério do Irajá (zona norte do Rio de Janeiro). Não houve velório. Até hoje os responsáveis pelo assassinato nunca foram identificados.